# Morgan Chedhomme
Morgan Chedhomme (* 22. August 1985 in Aubergenville) ist ein französischer Straßenradrennfahrer.
Morgan Chedhomme wurde 2007 bei der Tour de la Manche auf dem ersten Teilstück Etappenzweiter und die dritte Etappe konnte er für sich entscheiden. Ende der Saison fuhr er für das französische Continental Team Auber 93 als Stagiaire und bekam auch einen Vertrag für die folgende Saison. 2009 gewann Chedhomme das Eintagesrennen Ronde du Pays Basque und den Prolog bei der Tour de Normandie.

## Erfolge
2007
- eine Etappe Tour de la Manche

2009
- Prolog Tour de Normandie

## Teams
- 2007 Auber 93 (Stagiaire)
- 2008 Auber 93
- 2009 Auber 93